# 八王子市立甲ノ原中学校
八王子市立甲ノ原中学校（はちおうじしりつ こうのはらちゅうがっこう）は、東京都八王子市中野町にある公立中学校。
2024年（令和6年）4月1日現在、学級数8、生徒数191人、教職員数30人である。

## 沿革
（この節の出典）
- 1981年（昭和56年）4月1日 - 開校
- 2000年（平成12年）3月31日 - 心の教室完成
- 2008年（平成20年）4月1日 - 全国駅伝大会に出場